# Vinylesterové pryskyřice

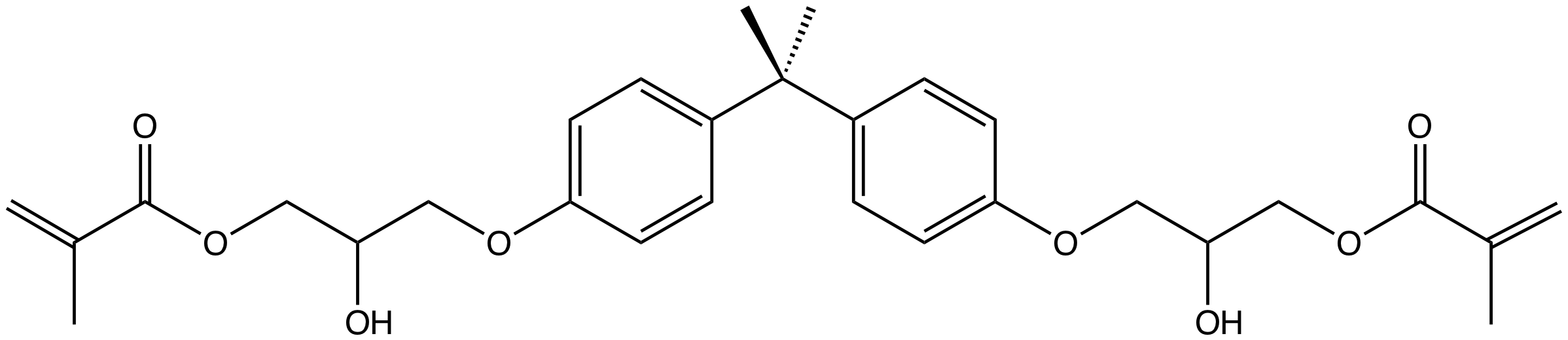
Bis-GMA, vinylester odvozený od bisfenol A-diglycidyletheru

Vinylesterové pryskyřice jsou syntetické pryskyřice vznikající esterifikacemi epoxidových pryskyřic kyselinou akrylovou nebo methakrylovou. V jejich struktuře se nacházejí vinylové skupiny, které jsou náchylné k polymerizacím, z tohoto důvodu se k ním často přidávají inhibitory. Vzniklý diester se následně rozpouští v reaktivním rozpouštědle, například styrenu, za vzniku 35–45% roztoku. Polymerizaci spouštějí radikály, vytvořené působením ultrafialového záření nebo organickými peroxidy.
Vinylesterové pryskyřice patří mezi termosety, lze je použít jako náhrady polyesterů a epoxidů v termosetových polymerních matricích u kompozitních materiálů, jejich vlastnosti jsou přechodem mezi vlastnostmi polyesterů a epoxidů. Vinylesterové pryskyřice mají menší viskozitu než polyesterové a epoxidové.

## Výroba a použití
Vinylesterové pryskyřice se díky odolnosti vůči korozi a absorpci vody využívají v námořním průmyslu.
Vinylestery pro laminování se vyrábějí s použitím methylethylketonperoxidu. Mají lepší mechanické vlastnosti než polyestery a horší než epoxidy.
Většina syntetických pryskyřic, například vinylové, epoxidové a polykarbonátové, vzniká z bisfenolu A; proces začíná jeho alkylací epichlorhydrinem.
Byly vyvinuty obnovitelné prekurzory vinylesterových pryskyřic.